# Expectativas racionales
El supuesto de expectativas racionales es un concepto económico formulado por primera vez por John Muth en 1961 y que se popularizó tras la publicación de un trabajo firmado por Robert Lucas y Leonard Rapping en 1969 sobre salarios reales, empleo e inflación.
Su núcleo se basa en el supuesto de que los agentes económicos utilizan toda la información disponible sobre el comportamiento actual y las previsiones de futuro de la economía. Basándose en la experiencia y en esta información, los agentes anticipan racionalmente las actitudes y políticas futuras de los gobiernos, reaccionando en el presente según las expectativas formadas y anulando en cierta medida la eficacia de estas políticas.
La hipótesis de las expectativas racionales se considera el marco teórico de la nueva economía clásica y se popularizó entre los economistas a partir de la década de 1970, siendo ampliamente utilizada en modelos y análisis macroeconómicos. Al tratar aspectos del comportamiento de los agentes, la hipótesis de las expectativas racionales también aborda el concepto de riesgo moral, motivando estudios en este ámbito e influyendo en la llamada economía del comportamiento.